# Nanmenxia (köpinghuvudort i Kina, Qinghai Sheng, lat 36,99, long 101,91)
Nanmenxia (kinesiska: 南门峡, 南门峡镇) är en köpinghuvudort i Kina. Den ligger i provinsen Qinghai, i den nordvästra delen av landet, omkring 42 kilometer norr om provinshuvudstaden Xining. Antalet invånare är 17 280. Befolkningen består av 8 244 kvinnor och 9 036 män. Barn under 15 år utgör 19,0 %, vuxna 15-64 år 73 %, och äldre över 65 år 6,0 %.
Runt Nanmenxia är det ganska tätbefolkat, med 116 invånare per kvadratkilometer. Närmaste större samhälle är Weiyuan, 17,0 km söder om Nanmenxia. Trakten runt Nanmenxia består i huvudsak av gräsmarker.
Genomsnittlig årsnederbörd är 518 millimeter. Den regnigaste månaden är juli, med i genomsnitt 138 mm nederbörd, och den torraste är januari, med 2 mm nederbörd.